# Gimnasio Vertical El Dorado
El Gimnasio Vertical El Dorado es el nombre que recibe un complejo deportivo de 7 niveles y 7 mil metros cuadrados localizado en la Avenida Francisco de Miranda, sector El Dorado de la Parroquia Petare en el Municipio Sucre, al este del Distrito Metropolitano de Caracas y al centro norte del país sudamericano de Venezuela.
La obra comenzó con una petición de los vecinos en 2005, pero no sería hasta 2008 cuando comenzarían las obras de construcción. Fue inaugurado por autoridades municipales y regionales en agosto de 2013 en lo que antes fuese un estacionamiento. Posee locales comerciales y área de servicios, y la entrada es controlada con el uso de un carnet. En él se practican una diversidad de disciplinas deportivas que van desde esgrima, judo, karate, Voleibol, baloncesto, Kung Fu, fútbol sala, boxeo, trote, entre muchas otras como el Yoga. Posee una pista de trote, una cancha multiprópisito, conexión a WiFi en toda la estructura, entre otras comodidades.